# Pupi & Fornelli
Pupi & Fornelli è stato un cooking show condotto da Pupo con Cristiano Tomei nelle vesti di giudice.
La prima e unica stagione di 38 puntate è andata in onda su TV8 alle 18:30 dal lunedì al venerdì.

## Il programma
Nel format si vedono due coppie formate da una persona negata ai fornelli e una più esperta in cucina; a sfidarsi sono proprio i negati (chiamati "gli incapaci") che, con un apposito pulsante nella loro postazione, possono avere l’aiuto dell’esperto della durata di 30 secondi per 4 volte, per cercare di riprodurre al meglio il piatto scelto da Tomei. Negli ultimi 5 minuti, il partner più esperto può intervenire direttamente per cercare di migliorare il piatto.
Al termine della prova sarà lo stesso chef a decretare la coppia vincitrice, la quale si aggiudica un premio di 500€. Alla coppia perdente, viene invece regalato un set da cucina professionale. La coppia vincente ritorna la puntata dopo fino ad un massimo di 5 puntate.